# 蓼風軒
蓼风轩，小说《红楼梦》中大观园内的一个院落，是贾惜春居住的地方，她的卧室名叫暖香坞。具体的描写出现在第五十回贾母看惜春处：“仍坐了竹椅轿大家围随，过了藕香榭，穿入一条夹道，东西两边皆有过街门，门楼上里外皆嵌着石头匾。如今进的是西门，向外的匾上凿着“穿云”二字，向里的凿着“度月”二字。来至当中进了向南的正门… … 从里面游廊过去，便是借春卧房，门斗上有“暖香坞”三字。”
从藕香榭进入蓼风轩西门，说明藕香榭在其西部，因藕香榭是一个四面临水的建筑，故因建在池水的东岸，那么蓼风轩也应位于池水的东岸。